# Lappland Guldprospektering
Lappland Guldprospektering AB är ett svenskt guldprospekteringsföretag, som grundades 1994. Företaget och dess grundare ligger bakom ett flertal guldförekomster som upptäckts i Lappland sedan 1990-talet, bland andra Svartlidengruvan som drevs av Dragon Mining, Fäbolidenprojektet som idag ägs av Dragon Mining och tidigare ägdes av Lappland Goldminers samt Fäbodtjärn, som drivs av Botnia Exploration.
Lappland Guldprospekterings huvudprojekt är Stortjärnhobben i Storumans kommun i Västerbottens län. Guldmineraliseringen i Stortjärnhobben upptäcktes i häll under blockletning 1988. Lappland Goldminers AB fick en bearbetningskoncession för både silver och guld av Bergsstaten för detta 2007.
Bergstaten beviljade i april 2024 Lappland Guldprospektering markanvisning för en gruva i Stortjärnhobben. Beslutet har överklagats till mark- och miljödomstolen av bland andra markägaren Sveaskog och av Vapstens sameby.
Bolaget har aviserat om en aktieintroduktion på Spotlight Stock Market i Stockholm under hösten 2024.